# Castello Scaligero (Malcesine)
Het Castello Scaligero is een kasteel in Malcesine, in de Noord-Italiaanse regio Veneto. Het staat aan de noordoostelijke zijde van het Gardameer. De rots waarop het kasteel staat wordt genoemd Rocca Scaligera.
Het kasteel kende verschillende bouwperiodes: ten tijde van de Longobarden, de stadstaat Verona, de republiek Venetië en het keizerrijk Oostenrijk.

## Naam
Het kasteel was een van de burchten gebouwd door de familie della Scala of Scaliger, heersers over Verona.

## Historiek

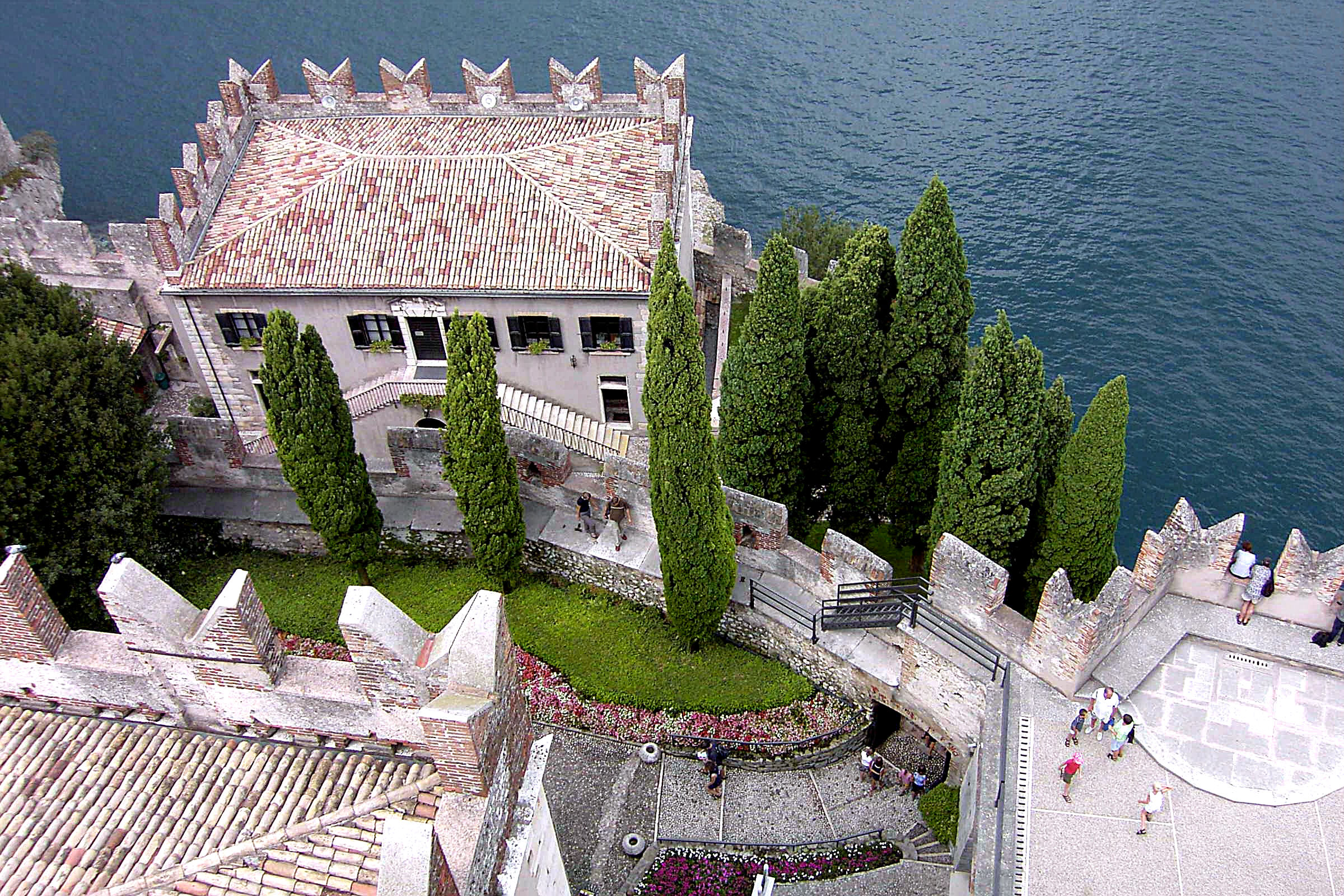
Palazzo Veneziano, deel van de burcht

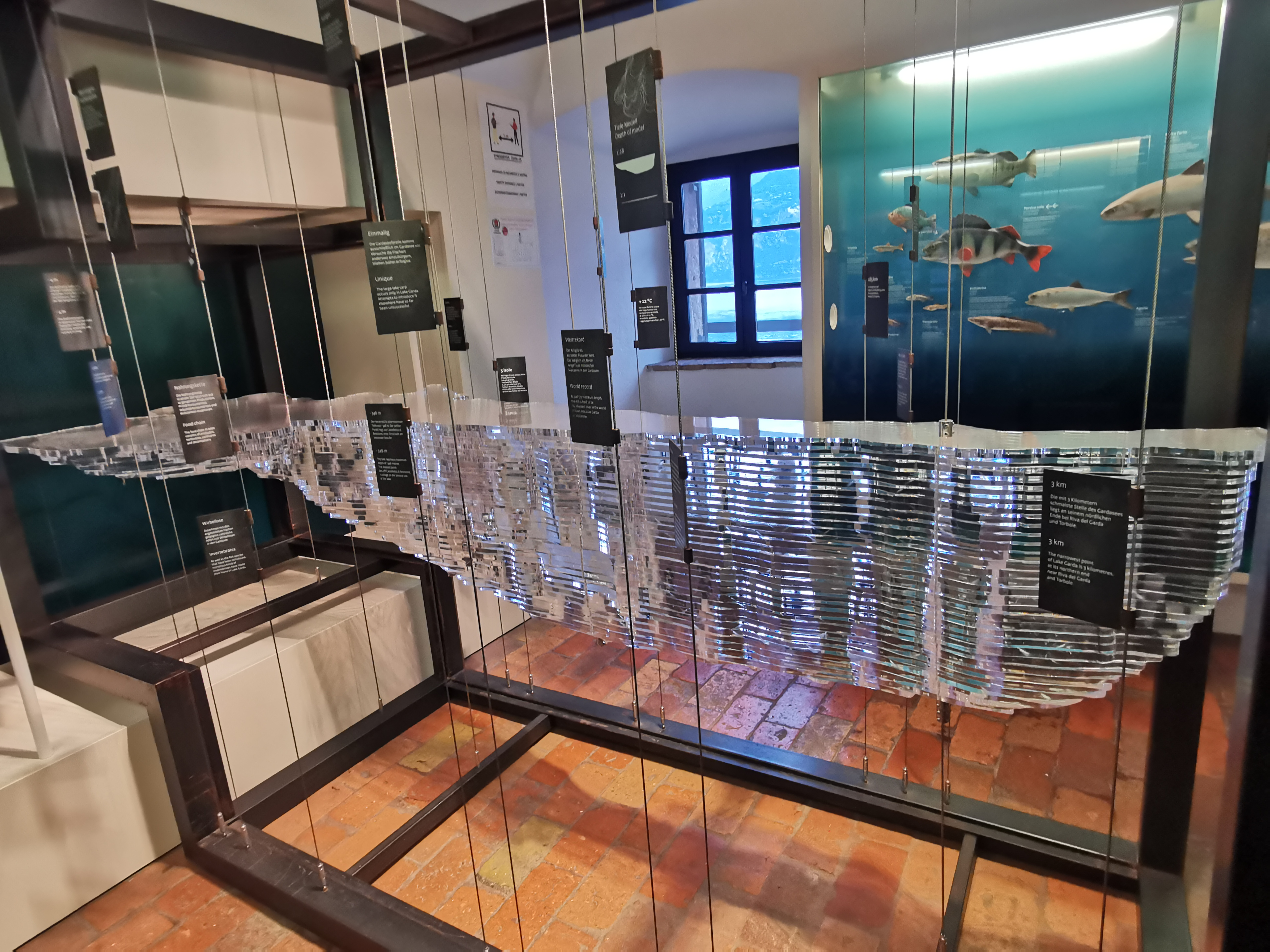
Natuurhistorisch museum

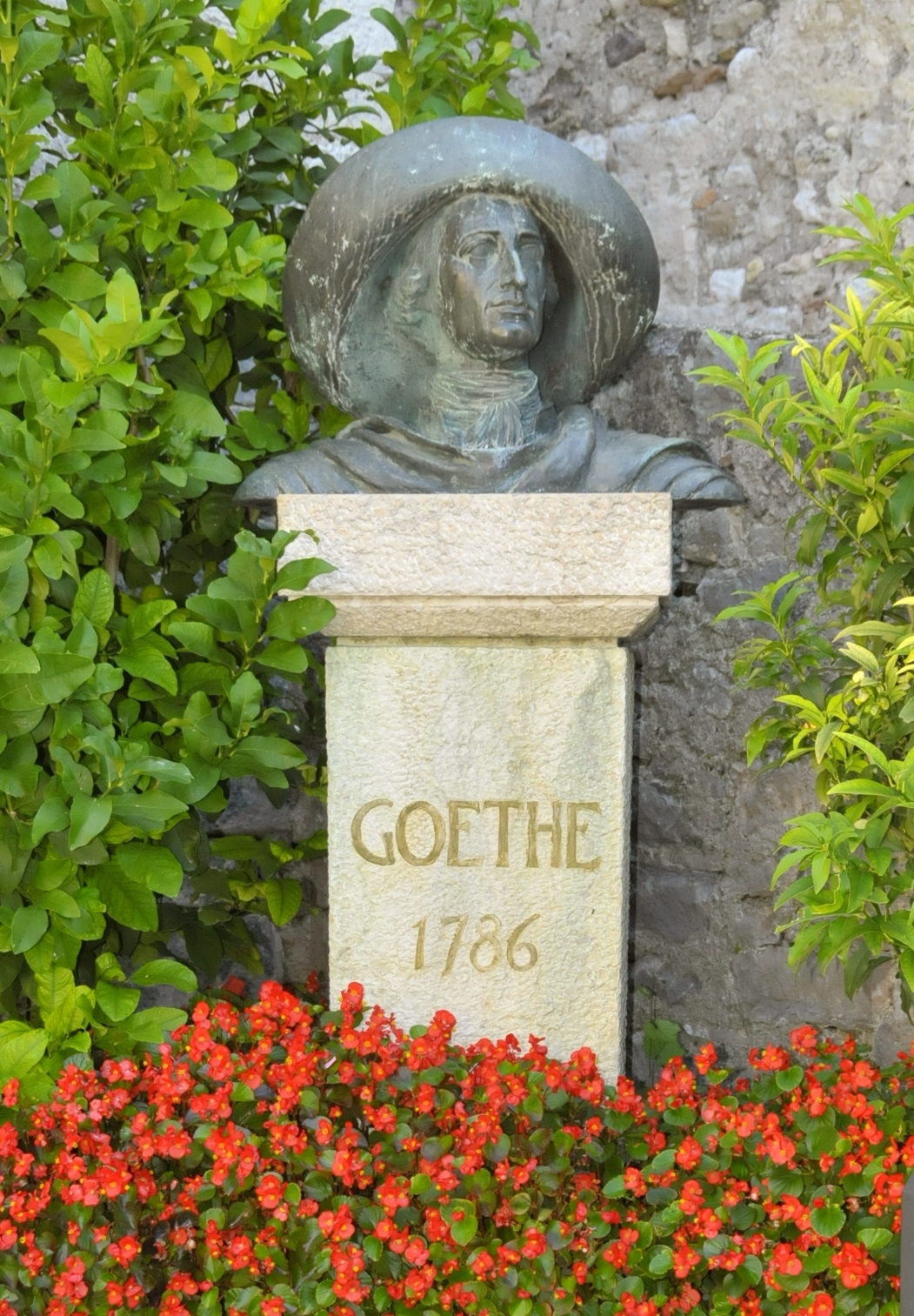
Gedenkbuste voor Goethe

### Voor het Huis della Scala
Op de rots bouwden de Longobarden een fort dat de Franken verwoestten in het jaar 590. Het fort was grotendeels in hout doch de stenen 31-meter hoge donjon bleef overeind. Pepijn van Italië, zoon van keizer Karel de Grote, verbleef in het kasteel in het jaar 806. Het kasteel geraakte in verval door invallende Magyaren doch geraakte niettemin in het bezit van de bisschoppen van Verona.

### Huis della Scala
Van 1277 tot 1387 waren de heren van Verona afkomstig uit het Huis della Scala, de eigenaar. De eerste heer van Verona in Malcesine was Alberto I della Scala. Het Huis della Scala bouwde het kasteel uit onder meer met een binnenplein, bijgebouwen en kleinere torens. Het kasteel behoorde tot de noordwestelijke grens van hun stadstaat, een grens die in het Gardameer lag. Het was een van hun residenties.
Naarmate de macht van het Huis della Scala verminderde eind 14e eeuw, zagen de Visconti van het hertogdom Milaan hun kans schoon om het kasteel te veroveren. Zij waren er meester van 1387 tot 1403. Ook het aartshertogdom Oostenrijk en het Huis Carrara uit de stadstaat Padua bezetten kort het kasteel in deze periode van verval.

### Republiek Venetië
In 1405 gaf de stadstaat Verona zich over aan de republiek Venetië. Hiermee viel het Castello Scaligero in het versterkte stadje Malcesine in handen van de Venetianen. Venetië was eigenaar en bouwheer van 1405 tot 1797, afgezien van een bezetting door de Habsburgers. Het betrof de bezetting door keizerlijke troepen van Maximiliaan van Oostenrijk van 1506 tot 1513. De huurling Scipione degli Ugoni verschalkte de Oostenrijkers, samen met zijn infanteristen en de inwoners van Malcesine (1513). Zijn verhaal werd nadien opgeschreven in de kronieken van de stad Verona.
De Venetianen bouwden het kasteel uit over de gehele rotspunt. Er kwam een landhuis bij, genaamd Palazzo Veneziano: hier huisde de capitano van de wacht genaamd Gardesana dell’Acqua, tot deze in 1618 verhuisde naar het Palazzo dei Capitani, wat verderop gelegen in Malcesine. Het Castello Scaligero was de vlootbasis van de Venetianen in het Gardameer.
Tijdens het Venetiaans bestuur kwam Johann Wolfgang von Goethe langs (1786); hij maakte er een tekening en noteerde het kasteel in zijn reisnotities. In het dorp werd het verhaal verteld dat Goethe eerst aanzien werd als een Oostenrijkse spion.

### Keizerrijk Oostenrijk
Na het vertrek van de Fransen (1815) werd het Castello Scaligero een kazerne van Oostenrijkse troepen. Malcesine maakte deel uit van het Oostenrijkse vorstendom Lombardije-Venetië, tot 1866. De Oostenrijkers verstevigden de fundamenten, legden kazematten aan alsook een aanlegsteiger verdedigd door gekanteelde muren; er kwam een tweede toegangspoort aan de kant van het meer. Ook kwam er een primitieve sanitaire installatie. 

### Koninkrijk Italiëen nadien
Na de eenmaking van Italië geraakte het Castello Scaligero snel in onbruik; het had geen militaire functie meer. In 1902 volgde een erkenning als Monumento Nazionale of Nationaal Monument van Italië. In het kasteel werden een museum ter herdenking van het bezoek van Goethe ingericht: de ‘Sala Goethe’. In andere zalen kwam een natuurhistorisch museum waarin onder meer vissoorten uit het Gardameer getoond worden. Aan de ingang van de donjon uit de Longobardische tijd zijn resten van fresco’s bloot gelegd.